# Zemst-Laar
Zemst-Laar of Laar is een dorp in de Belgische provincie Vlaams-Brabant dat deel uitmaakt van de gemeente Zemst. Het bevindt zich tussen de dorpen Zemst, Zemst-Bos, Humbeek en Hombeek. De dorpskern van Zemst-Laar telde in 2014 zo'n 650 inwoners. Inclusief nabijgelegen woonsten zijn het er zo'n 900.

## Uitzicht
Zemst-Laar heeft een eigen parochiekerk, een gemeentelijke basisschool, een chiroafdeling, de voetbalploeg SK Laar en de koninklijke fanfare "Willen is Kunnen" (WiK). Voorts heeft het dorp ook een bakkerij en een café. Ook de plaatselijke toneelclub en de lokale afdeling van zowel KWB als de KVLV dragen bij tot het dorpsleven van Laar.

## Toponymie
In de late 18e eeuw wordt het dorp zowel vermeld als Laer onder Sempse of als Sempse Laer. Vanaf een eind in de 19e eeuw werd dit Sempst Laer en dit bleef zo tot na de Tweede Wereldoorlog. Daarna werd, conform de moderne Nederlandse spelling, aangepast tot Zemst-Laar.
Het woord laar is een toponiem voor een "bosachtig, moerassig terrein". Omdat het toponiem Laar veelvoorkomend is, wordt het bijvoegsel "Zemst" vaak toegevoegd, om aan te duiden dat het men het in Zemst gelegen dorp Laar bedoelt.

## Geschiedenis

### 17e eeuw
Op een landkaart uit 1688 van wat vandaag grofweg provincie Antwerpen was, is duidelijk het gebied Kollinten en het Bos van Aa als één geheel te zien, maar is er geen groot hof aangeduid op de plaats waar Laar is – in tegenstelling tot Zemst-Bos.

### 18e eeuw
Op de Ferrariskaarten uit de jaren 1770 is duidelijk te zien dat Zemst-Laar eerder een verzameling van boerderijen is dan een dorp. Het lag van Bos gescheiden door het toen nog grote Grootemeuter Bosch en ook het Kollintenbos was nog stukken groter. In totaal waren er een 65-tal boerderijen verspreid over het landschap: 11 op de Spiltstraat, 11 in de Vennestraat, 11 op de Humbeeksebaan, 11 in de Larestraat, 8 in de Lareveenstraat en nog enkelen in andere straten.
Helemaal op het einde van de 18e eeuw werd in Zemst-Laar de imposante Laremolen gebouwd. Deze werd weliswaar in Wereldoorlog I vernietigd.

### 19e eeuw
Zemst-Laar werd een onafhankelijke parochie op 15 april 1867. Hierdoor moesten de inwoners van het vlakbijgelegen Zemst-Bos plots hier naar de kerk komen, wat allesbehalve naar hun zin was. Dit leidde meermaals tot opstanden en er werd tegenover de vroegere jongensschool zelfs een celgebouw gebouwd om herrieschoppers een nachtje in te laten afkoelen. In 1870 werd de kerk gebouwd door architect François Baeckelmans, die ook het oud justitiepaleis van Antwerpen ontwierp. Laar bestond tot in de 20ste eeuw slechts uit een paar boerderijen, velden en bossen.

### 20e eeuw
In de Eerste Wereldoorlog werden er in Zemst-Laar 2 burgers geëxecuteerd. In september 1914 werd er ook een verkenner van het Belgische leger gedood.
Er deden lange tijd volksverhalen en gehuchten de ronde over de "Halve Steen". In 1930 werd de mysterieuze steen opgegraven in een vlakbijgelegen veld en dus bleken de verhalen te kloppen.
Vanaf het midden van de jaren 1980 is de bouwwoede die in heel Zemst merkbaar is ook in Laar toegeslagen. Een voorbeeld hiervan is de nieuw aangelegd wijk de Kerremansheide, maar eigenlijk zijn ongeveer 90% van alle huizen in Laar nieuwbouwwoonsten uit 1980 of later.

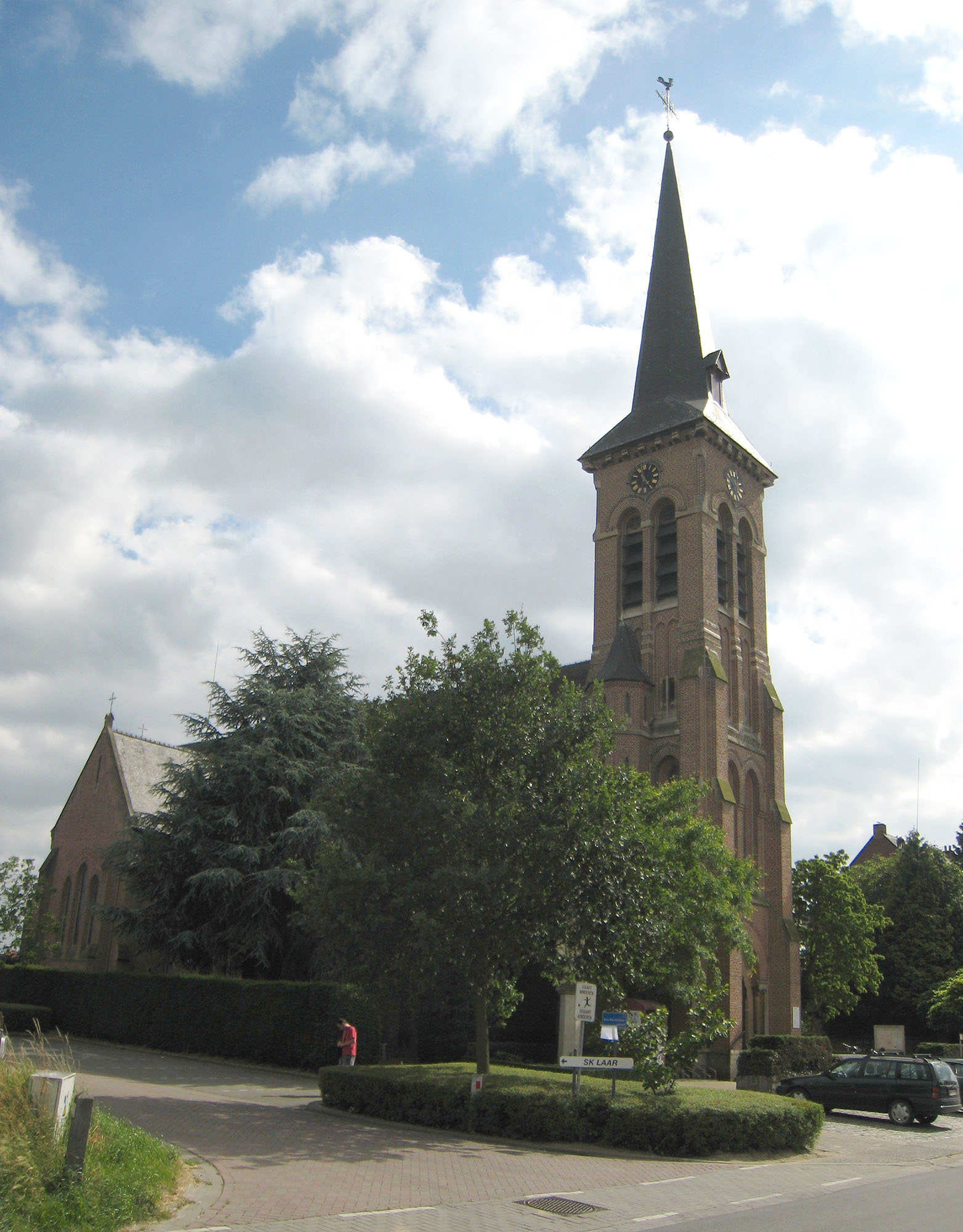
Sint-Engelbertus en Bernardus kerk

De oude, relatief lange verbindingsweg naar Zemst kronkelt onder andere via de historische gehuchten Wormelaar en Kleempoel. Deze weg is nu de huidige Larestraat-Wormelaarstraat-Kleempoelstraat.

## Bezienswaardigheden
- De Sint-Engelbertus-en-Bernarduskerk
- De pastorij die gebouwd is in 1868
- De Halve Steen, een natuurstenen blok. Het is niet precies duidelijk wat het juist was. Vermoedelijk een grenssteen was tussen Zemst en Hombeek maar het wordt soms ook gezien als een Keltisch offerblok. Ook wordt het soms gezien als de sokkel van een kruis omdat op oude kaarten de locatie soms staat aangegeven als "stenen kruis"; wel kan natuurlijk een offerblok ook gekerstend worden...[16]

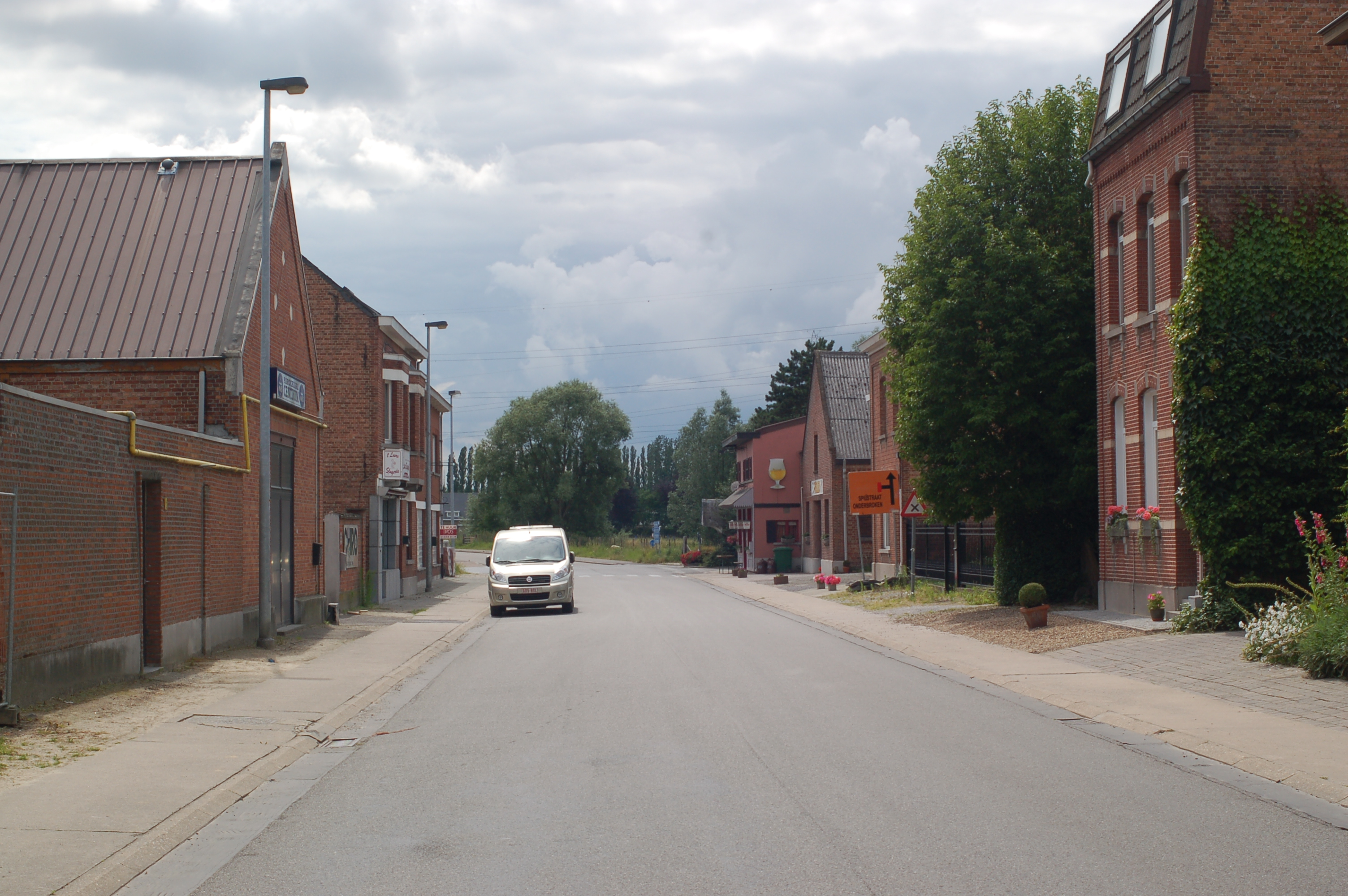
Dorpskern
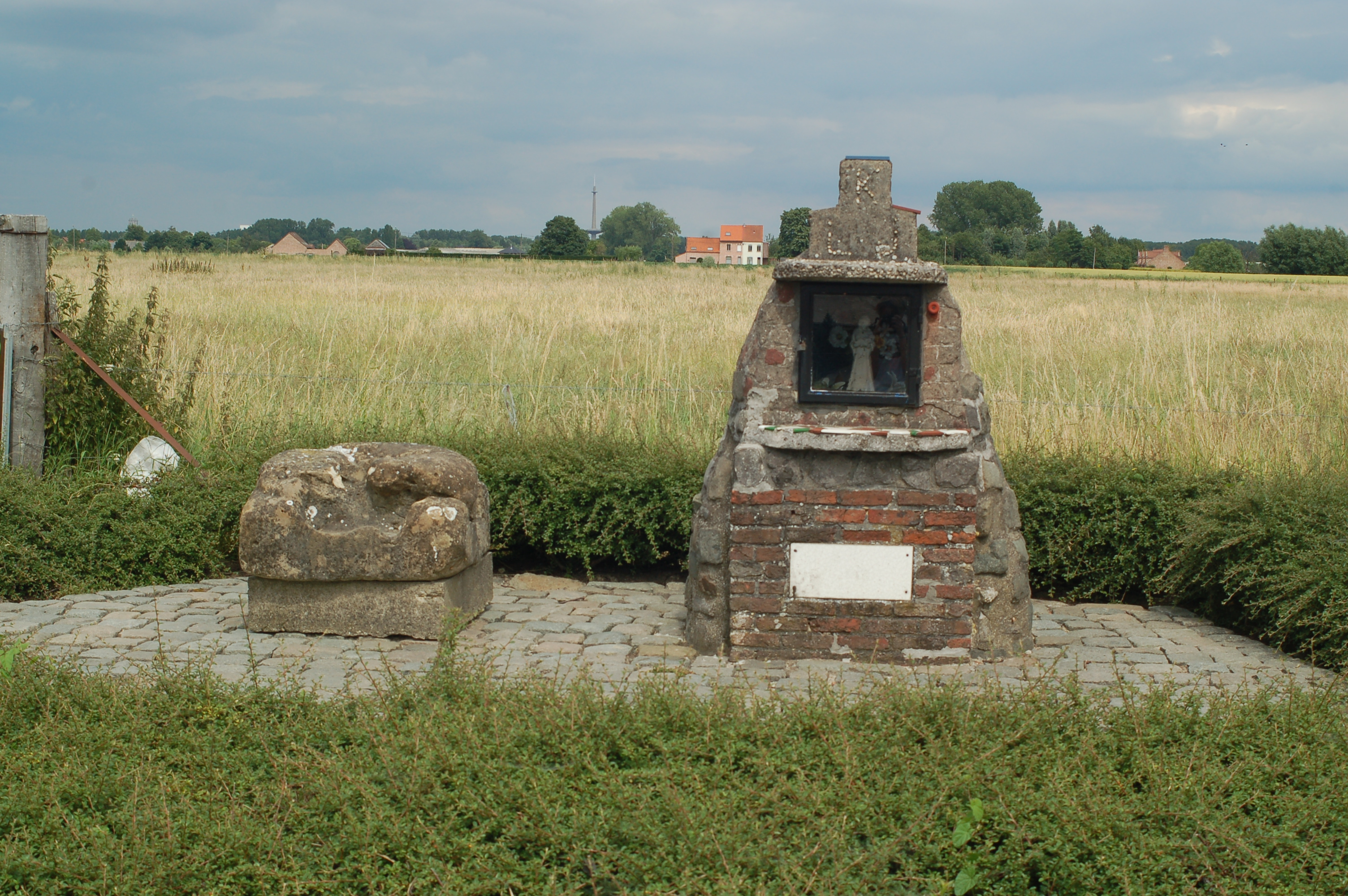
Halve Steen en kapel ernaast

## Natuur
Vlak bij het dorp bevindt zich het drassige Kollintenbos en het Bos van Aa. Ten westen van het dorp stromen de Laarbeek en nog verder naar het westen de Aabeek. Een eind ten oosten van de dorpskom stroomt de Kesterbeek.

## Sport
- De plaatselijke voetbalploeg, SK Laar, speelt in de KVV. Ze heeft groen en wit als clubkleuren.
- In 1984 werd het Belgisch kampioenschap wielrennen voor militairen in het dorp georganiseerd.

## Nabijgelegen kernen
Zemst, Zemst-Bos, Humbeek
Deelgemeenten: Elewijt · Eppegem · Hofstade · Weerde · Zemst

Overige dorpen en gehuchten: De Brug · Kleempoel · Werfheide · Wormelaar · Zemst-Bos · Zemst-Laar · Zwartland

Belgische gemeenten · Arrondissement Halle-Vilvoorde · Vlaams-Brabant · Vlaanderen